# Solenispa
Solenispa là một chi bọ cánh cứng trong họ Chrysomelidae.
Chi này được miêu tả khoa học năm 1905 bởi Weise.

## Các loài
Các loài trong chi này gồm:
- Solenispa angustata (Guérin-Méneville, 1844)
- Solenispa angusticollis (Waterhouse, 1881)
- Solenispa bicolor Pic, 1931
- Solenispa bifoveolata Weise, 1910
- Solenispa claripes Pic, 1923
- Solenispa germaini Pic, 1926
- Solenispa impressicollis Weise, 1905
- Solenispa laetifica Weise, 1910
- Solenispa leptomorpha (Baly, 1885)